# Антимонид трикалия
Антимонид трикалия — бинарное неорганическое соединение
калия и сурьмы с формулой K3Sb,
желтовато-зелёные кристаллы,
реагирует с водой.

## Получение
- Сплавление чистых веществ:

{\displaystyle {\mathsf {3K+Sb\ {\xrightarrow {812^{o}C}}\ K_{3}Sb}}}

## Физические свойства
Антимонид трикалия образует желтовато-зелёные кристаллы
гексагональной сингонии,
пространственная группа P 63/mmc,
параметры ячейки a = 0,6024 нм, c = 1,0639 нм, Z = 2.

## Химические свойства
- Реагирует с водой:

{\displaystyle {\mathsf {K_{3}Sb+3H_{2}O\ {\xrightarrow {}}\ 3KOH+H_{3}Sb\uparrow }}}